# Sultanməcid Əfəndiyev
Sultanməcid Məcid oğlu Əfəndiyev (ur. 26 maja 1887 w Şamaxı, zm. 21 kwietnia 1938) – azerbejdżański rewolucjonista i polityk.

## Życiorys
Od 1902 był związany z ruchem rewolucyjnym, w 1904 wstąpił do SDPRR i był współzałożycielem socjaldemokratycznej partii Hümmət, uczestniczył w rewolucji 1905-1907. Pracował jako lekarz, w 1915 ukończył studia na Wydziale Medycznym Uniwersytetu Kazańskiego, po rewolucji lutowej został członkiem Rady Bakijskiej i komitetu partii Hümmət. W 1918 był komisarzem ds. muzułmanów Zakaukazia przy Ludowym Komisariacie do spraw Narodowości, później zastępcą przewodniczącego Centralnego Biura Komunistycznych Organizacji Narodów Wschodu przy KC RKP(b), 1920-1921 był członkiem Komitetu Wykonawczego Bakijskiej Rady Miejskiej i potem komisarzem guberni gandżańskiej (nowa nazwa guberni jelizawietpolskiej). W latach 1921–1924 był ludowym komisarzem rolnictwa Azerbejdżańskiej SRR, 1924-1927 ludowym komisarzem inspekcji robotniczo-chłopskiej Azerbejdżańskiej SRR i przewodniczącym Centralnej Komisji Kontrolnej Komunistycznej Partii (bolszewików) Azerbejdżanu oraz od 31 maja 1924 do 2 grudnia 1927 członkiem Centralnej Komisji Kontrolnej RKP(b)/WKP(b), członkiem Zakaukaskiego Komitetu Krajowego WKP(b) i Biura KC KP(b)A. Od 1927 do 15 grudnia 1931 był zastępcą przewodniczącego, a od 15 grudnia 1931 do czerwca 1937 przewodniczącym CIK (Centralnego Komitetu Wykonawczego) Azerbejdżańskiej SRR i jednocześnie od 28 stycznia 1932 do 1937 przewodniczącym CIK ZFSRR.
24 czerwca 1937 został aresztowany, następnie skazany na śmierć i rozstrzelany. Pośmiertnie zrehabilitowany.